# Theater von Orange
Das Theater von Orange, ein antikes römisches Theater in Südostfrankreich, wurde im frühen 1. Jahrhundert n. Chr. erbaut. Es befindet sich im Besitz der Kommune Orange.
Das in der um 35 v. Chr. gegründeten römischen Kolonie Arausio errichtete Theater ist neben dem von Aspendos eines der besterhaltenen der römischen Antike. Sein Zuschauerraum hat einen Durchmesser von 103,63 Metern, seine Orchestra einen Durchmesser von 29,90 Metern. Die Außenmauer erreicht eine Höhe von 35 Metern. Das an den zentralen Hügel – möglicherweise der Kapitolshügel – der Stadt geschmiegte Zuschauerrund, die cavea, ist in drei maeniana genannte Ränge geteilt. Der unterste Rang, dessen ersten drei Sitzreihen Personen senatorischen Ranges vorbehalten waren, hatte auf vier Zuschauerblöcke, cunei, verteilt 20 Sitzreihen. Nur die ersten drei Sitzreihen des gesamten Zuschauerrundes sind ganz erhalten. Der mittlere Rang bestand aus 8 Sitzreihen in 16 Blöcken, der schlechteste, oberste Rang, die summa cavea, hatte 3 Sitzreihen. Nur der oberste Teil der etwa 5.850–7.300 Zuschauern Platz bietenden Cavea wurde von radial angelegten Substruktionen gestützt. Abgeschlossen wurde der Aufbau des Zuschauerraums von einer schmalen Portikus. Masthalterungen an den Außenseiten des Theaters dienten der Aufspannung des Velariums, eines Sonnensegels zum Schutz der Zuschauer vor starker Hitzeeinwirkung.
Gesonderte Zugänge, die aditus maximi, erlaubten den höherrangigen Besuchern den Zutritt zu ihren Plätzen. Oberhalb dieser Zugänge lagen tribunalia genannte Logen; praecinctiones trennten die Ränge voneinander. Auf die obere praecinctio gelangte man auch über von außen erreichbare Zugänge.
Paraskenien rahmten die eigentliche Bühne, das pulpitum, deren Front zur Orchestra hin in üblicher Weise mit rechteckigen und halbrunden Nischen gegliedert war. Hinter der Bühne erhob sich das dreistöckige Bühnengebäude, dessen obere Stockwerke mittels Treppen von den Paraskenien aus erreichbar waren. Diese scaenae frons hatte eine mittlere halbrunde Nische, flankiert von rechteckigen Nischen. Eine Statue des Augustus steht mittig in der mittleren Etage.
In die späte Regierungszeit des Augustus oder in die Regierungszeit seines Nachfolgers und Adoptivsohnes Tiberius wird die erste Bauphase des Theaters auch datiert. Umbauten oder Renovierungen erfuhr der Bau in der Zeit Hadrians im frühen 2. Jahrhundert. Aus dieser Zeit stammen die erhaltenen Reliefs des Proszenium. Das Theater von Orange zählt zu den wenigen Beispielen, an denen Mosaiken als Zierverkleidung des Bühnengebäudes nachgewiesen werden konnten, auch wenn über deren einstiges Aussehen keine Vorstellung zu gewinnen ist.
Das Theater wurde 391 n. Chr. durch offiziellen Erlass geschlossen. Während des Mittelalters war es ein Verteidigungsposten der Fürsten von Orange. Im 16. Jahrhundert wurde es von den Stadtbewohnern als Zufluchtsort während der Hugenottenkriege genutzt. Ludwig XIV. bezeichnete die Bühnenfassade bei einem Besuch als die schönste Mauer seines Königreichs („C’est la plus belle muraille de mon royaume“).  1824 begannen umfangreiche Renovierungsarbeiten unter der Leitung des Architekten Auguste Caristie. Seit 1869 finden im Theater wieder regelmäßig Aufführungen und Konzerte statt, darunter zum Beispiel das Opernfestival Chorégies d’Orange.
Im Jahr 1981 wurde das Theater zusammen mit dem Bogen von Orange von der UNESCO zum Weltkulturerbe erklärt.

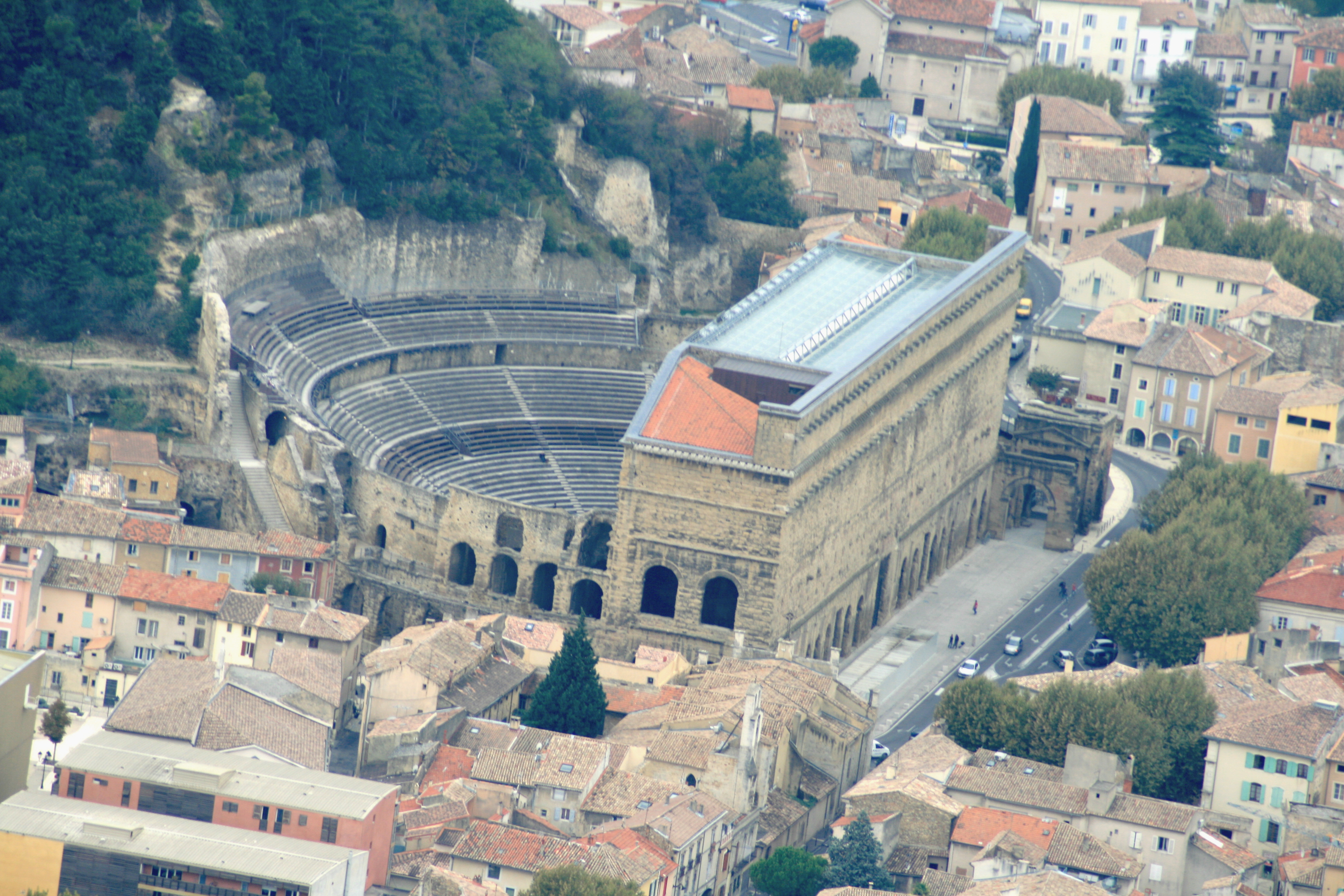
Theater von Orange
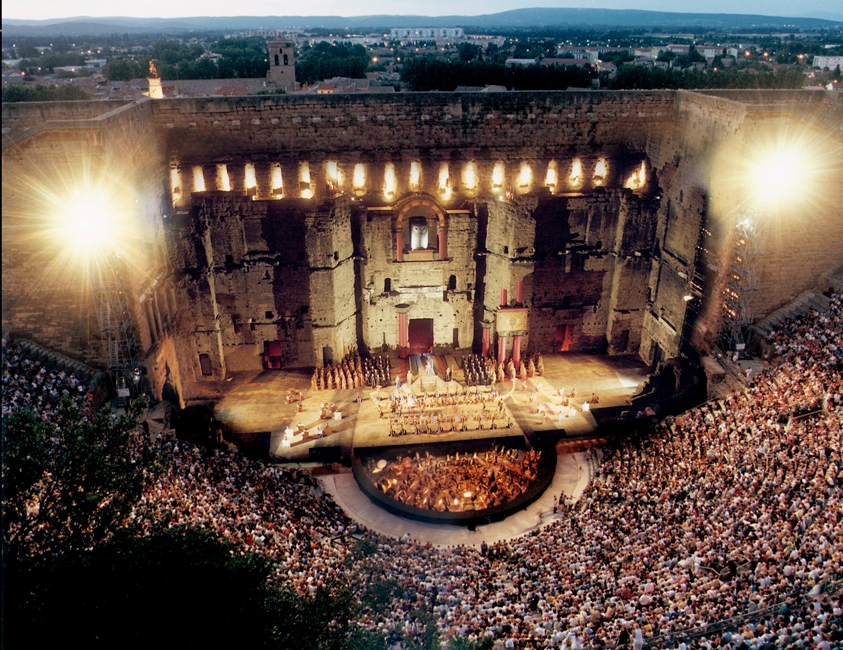
Opernfestspiele im Theater von Orange